# 東一雄
東 一雄（あずま かずお、1910年8月14日 - 2000年10月5日）は、日本の洋画家。富山県富山市出身。紺綬褒章、元亜細亜美術交友会理事、元旺玄会会員。愛称は「カラス」。

## 作風
水彩、水墨の作品もあるが中でも初期の代表的な木版画は陰刻法で戦後富山の版画の礎となる。その後、油彩でも本質や風土性は青や黒の作品が多く、海のテーマが多い。青をよく使うのは、「その色が好きだからということ、性格や体質からきたもので無意識だ」と語っている。

## 年譜
- 明治43年（1910年）8月14日、富山県上新川郡広田村（富山市新屋）に父兵蔵、母セツの長男として生まれる。
- 大正5年（1916年） 父の任地であった福井県小浜町から広田村へ帰郷。6月16日、父兵蔵死亡。
- 大正14年（1925年） 富山師範学校（現・富山大学教育学部）に入学。安岡信義先生に絵画を学ぶ。
- 昭和2年（1927年） 美術部を退部し、文検数学科を目指す。
- 昭和5年（1930年） 胸部疾患により、文検受験を断念。3月23日、母セツ死亡。富山師範卒業後、岩尾滝尋常小学校に勤務。
- 昭和5年（1930年） 西砺波郡図書教育研究会に恩師安岡を指導講師に迎える。
- 昭和8年（1932年） 西砺波郡醍醐尋常小学校に転任。川辺外治と出会う。東京で石川寅治、佐竹徳、鶴田吾郎各氏の指導を受ける。
- 昭和10年（1935年）文検西洋画用器画科合格。版画講習会にて小野忠重と出会う。林キミ重と結婚。
- 昭和11年（1936年） 旧制氷見中学校（現・富山県立氷見高等学校）に転任。布尾良策らと蒼潮会結成。マンドリンを持つ女（日満産業大博覧会銅賞受賞）
- 昭和12年（1937年） 9月の氷見の大火により初期作品の多くを消失。
- 昭和13年（1938年） 造形版画協会賞受賞。宇治山哲平、斎藤清との交流始まる。
- 昭和15年（1940年） 藤島武二の「耕到天」に出会う。
- 昭和16年（1941年） 川辺外治を中心とした一沓会を結成。
- 昭和20年（1945年） 旧制富山中学校（現・富山県立富山高等学校）に転任。終戦後、居を移し、アトリエ「五便堂」と称す。棟方志功、織田一磨との交流始まる。
- 昭和21年（1946年） 第1回県展で実行委員を務める。
- 昭和22年（1947年） 洋画研究会・一線美術協会を結成。荒谷直之介、久泉共三らを迎え前田常作などが参加。富山中学で永原廣を招き石膏像を制作。北陸美術展に出品、富山県知事賞を受賞。
- 昭和24年（1949年） 旺玄会に出品し、牧野賞受賞。
- 昭和25年（1950年） 富山市美術教育学会を創立。（初代会長）
- 昭和26年（1951年） 五便堂を号する。
- 昭和28年（1953年） 第1回個展開催。富山高校の校章をデザインする。
- 昭和33年（1958年） 旺玄会退会。日展の出品を辞め、以後無所属。
- 昭和39年（1964年） 国際美術教育会議日本代表。欧州外遊。
- 昭和40年（1965年） 「広目天像」の制作依頼があり、須賀久作の紹介で東大寺、法隆寺を訪問。「百済観音」に魅せられる。
- 昭和42年（1967年） 富山高校退任。富山女子短大に講師として迎えられる。「日本のいとなみ」紀行に取り組む。
- 昭和44年（1969年） アメリカ、メキシコ外遊。
- 昭和48年（1973年） 富山市政文化功労者賞。
- 昭和50年（1975年） ー蜃会結成。富山県文功労者表彰。
- 昭和51年（1976年） インドネシア外遊。亜細亜現代美術展大賞受賞。
- 昭和55年（1980年） 心筋梗塞で入院。病床日記を描く。
- 昭和59年（1984年） 2度目の心筋梗塞。病床日記を描く。
- 昭和61年（1986年） 地域文化功労者文部大臣表彰受賞。
- 昭和63年（1988年） 紺綬褒章受章。
- 平成5年（1993年） 北日本新聞文化賞受賞。
- 平成7年（1995年） 東一雄自選展、氷見で「ふるさと氷見を描く」、東京で「民衆詩を追い求めた六十年」開催。
- 平成10年（1998年） 東一雄回顧展。
- 平成11年（1999年）第14回日本の海洋展（特別出品）。
- 平成12年（2000年） 北日本新聞夕刊にて「絵筆の追憶」を連載。連載途中に死亡。享年90歳。

## 作品
代表作
- 「越中の朝陽」
- 「大樹の一生」
- 「豊かなる青春」
- 「マンドリンを持つ女」
- 「海女たち」[2]
- 「北陸の海」
- 「おらちの海'80」

校章
- 小矢部市立岩尾滝小学校（廃校、現小矢部市教育センター）
- 富山県立富山高等学校

## 逸話
- 昭和11年6月27日、中学の教師として新任式で登壇する際、階段でつまずいて前へつんのめってしまった。生徒から「カラス！」と声が掛かる。当時、顔は日に焼けて真っ黒になっており、つんのめった際にヒヨッと生徒の方へ顔を向けられた仕草がカラスそのものだった。

## 書籍
- 『東一雄 画集』（1983年4月）[3]
- 『カラスの学校』（1998年6月）
- 『絵筆の追憶―東一雄のスケッチブックから』（2004年3月）